# 世界の囲碁棋士一覧
本項では世界各地の囲碁棋士の一覧を、プロ・アマ問わず、時代・活動地域ごとに記載する。

## 近現代

### 日本

#### プロ棋士
日本の囲碁棋士については、日本棋院と関西棋院がそれぞれウェブサイトで一覧を公表している他、日本棋院が毎年発行する囲碁年鑑にも記載されている。日本棋院が毎年発行する囲碁年鑑には、日本棋院から普及指導員、公認審判員、学校囲碁指導員の資格を取得したアマチュアの一覧も掲載される。
また、戦前には方円社や棋正社もプロ組織として活動していた。

#### アマチュア
氏名は50音順に記載している。

##### 女流
氏名は50音順に記載している。

### 北朝鮮
- 趙大元

### 北米
- en:Janice Kim

### 南米
- フェルナンド・アギラール

### ヨーロッパ
ヨーロッパではヨーロッパ囲碁連盟によって独自のプロ棋士制度が運営されており、この制度で入段する者が増えている。また、ヨーロッパ出身でも日本や韓国で棋士になった者たちもいる。ただし中国では入段するのに中国籍が求められるため、ヨーロッパ出身の者が中国で棋士になるには帰化する必要がある。

### 江戸時代から戦前
- 依田流-並べるだけで強くなる古碁名局集-マイコミ囲碁ブックス、依田紀基
- 碁界黄金の十九世紀　江戸後期から明治-日本の碁を頂点に導いた名手たち。2007年7月5日発売。新書判/256頁
- 碁神道策、福井正明【著】日本棋院（2003/03発売）

### 戦後

#### 日本
- 安永一『囲碁五十年』時事通信社 1955年
- 安永一『囲碁百年』時事通信社 1970年（1976年改訂版、1989年改訂版）
- 囲碁百名局〈上・下〉高木祥一、誠文堂新光社
- 現代囲碁大系、講談社

#### 韓国
- 李世名局撰集〈上・中・下〉李世ドル／著　洪敏和／訳、棋苑図書、2012年
- 李昌鎬名局撰集〈上・中・下〉李昌鎬／著　洪敏和／訳、棋苑図書、2010年
- 曹薫鉉囲碁名局集、曹薫鉉／著、三一書房、1995年10月